# Emistichio
L'emistichio (lat. tardo hemistichium, gr. ἡμιστίχιον, hemistíkhion, 'mezzo verso', composto di ἡμι-, 'mezzo', e στίχος, 'verso') è ciascuna delle due parti in cui un verso può essere diviso da una cesura.

## Storia
Già nel Contrasto di Cielo d'Alcamo fu rilevato, dalla Scuola storica, che non si trattava di una sequenza di versi settenari, ma di strofe composte da tre alessandrini a una sola rima con due emistichi, di cui quello dispari era sdrucciolo e quello pari era piano, ed entrambi terminavano con due endecasillabi a rima baciata.

Nella zona siculo-toscana era frequente la scansione in emistichi, mentre nel Dolce stil novo se ne fece poco uso. La lirica novecentesca accoglie la struttura antica ma la rielabora, come in L'amica di Nonna Speranza di Guido Gozzano, dove, al quinto distico, l'autore pone la cesura dopo la prima sillaba della parola d'Azeglio:
Pascoli utilizza l'emistichio, ma spesso lo isola con la punteggiatura interna al verso e l'enjambement, mentre D'Annunzio rima il primo emistichio dell'esametro con l'uscita del pentametro e l'uscita dell'esametro con il primo emistichio del pentametro.